# 權槿慧
權槿慧（韓語：권근혜，1987年12月30日—），韓國女子手球運動員，現為韓國國家女子手球隊隊員。

## 簡歷
2011年，權槿慧代表韓國出戰巴西舉行的世界女子手球錦標賽。